# Jon Porter

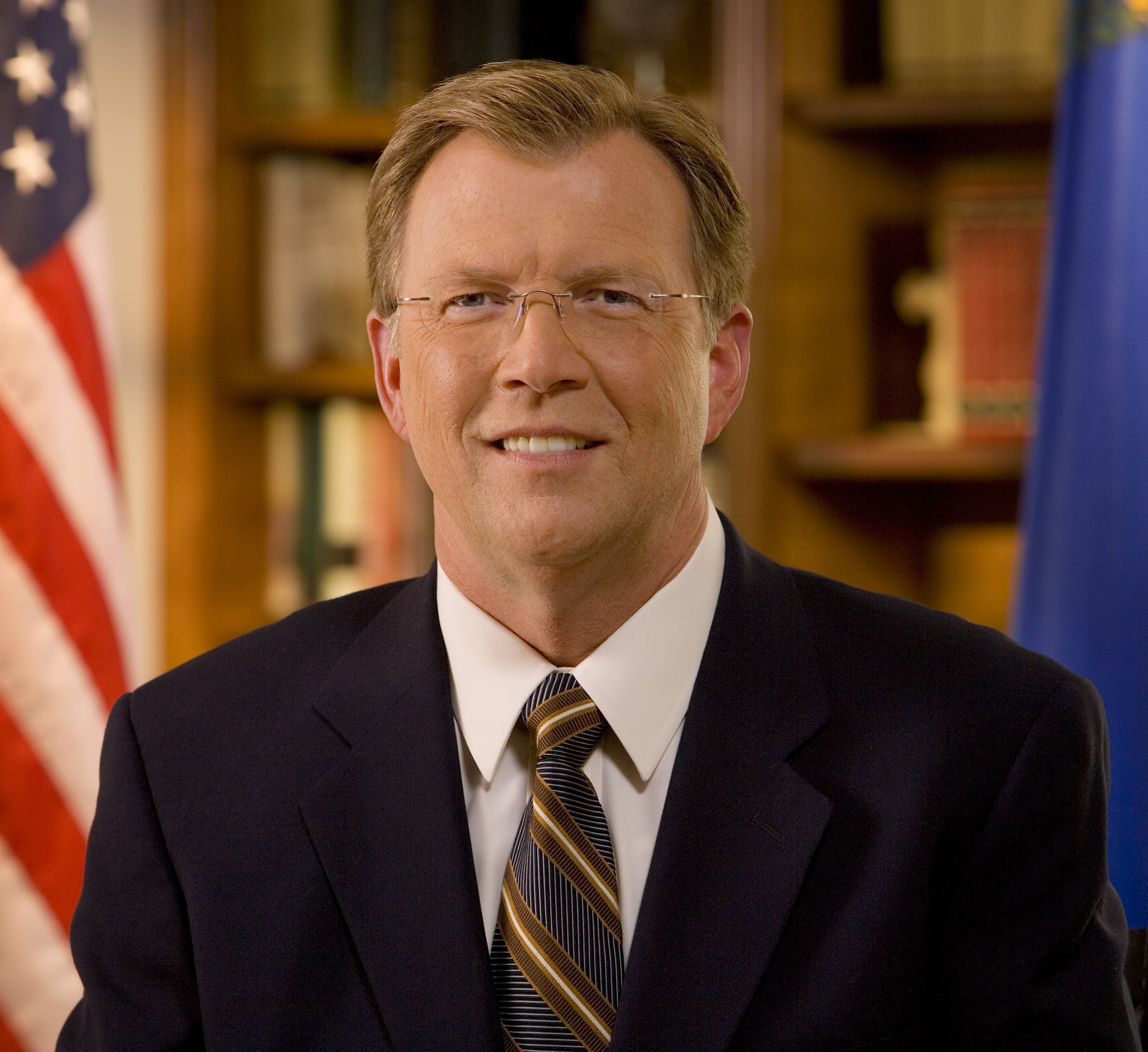
Jon Porter

Jonathan Christopher „Jon“ Porter (* 16. Mai 1955 in Fort Dodge, Iowa) ist ein US-amerikanischer Politiker. Zwischen 2003 und 2009 vertrat er den dritten Wahlbezirk des Bundesstaates Nevada im US-Repräsentantenhaus.

## Frühe Jahre und politischer Aufstieg
Jonathan Porter besuchte zunächst die Humboldt High School und dann das Briar Cliff College in Sioux City in Iowa. Danach war er als Geschäftsmann tätig. Seit 1983 war er auch Vertreter einer landwirtschaftlichen Versicherungsgesellschaft. Porter wurde Mitglied der Republikanischen Partei. Nach seinem Umzug nach Boulder City in Nevada wurde er zwischen 1983 und 1993 dort Stadtrat. Von 1987 bis 1991 war er gleichzeitig Bürgermeister dieser Kommune. Zwischen 1994 und 2002 gehörte er dem Senat von Nevada an.

## Porter im US-Kongress
Im Jahr 2000 kandidierte Jonathan Porter im ersten Wahlbezirk von Nevada für das US-Repräsentantenhaus. Dabei unterlag er aber Shelley Berkley, der Kandidatin der Demokratischen Partei. Bei den Wahlen des Jahres 2002 kandidierte er erfolgreich im neu geschaffenen dritten Bezirk für den Kongress. Nachdem er in den Jahren 2004 und 2006 jeweils in seinem Amt bestätigt wurde, konnte er sein Mandat zwischen dem 3. Januar 2003 und dem 3. Januar 2009 ausüben. Bei den Wahlen des Jahres 2008 unterlag er der Demokratin Dina Titus. Im Kongress war Porter Mitglied des Haushaltsausschusses und des Committee on Ways and Means. Er unterstützte den Irakkrieg und befürwortete die Privatisierung der Sozialversicherungen. Außerdem war er gegen eine Anhebung des Mindestlohns im öffentlichen Dienst.